# Rhodocosmaria
Rhodocosmaria is een geslacht van vlinders van de familie bladrollers (Tortricidae), uit de onderfamilie Olethreutinae.

## Soorten
- R. occidentalis Diakonoff, 1973
- R. operosa (Meyrick, 1911)